# Anonychomyrma polita
Anonychomyrma polita é uma espécie de formiga do gênero Anonychomyrma.